# Chiesa di San Rocco (Sutri)
La chiesa di San Rocco è una chiesa di Sutri, nella piazzetta di San Rocco, nel borgo antico della cittadina.
Essa è situata a fianco di quello che un tempo fu l'ospedale di Sutri e che ora è sede del museo cittadino. In questa chiesa aveva sede la confraternita di San Martino, e dal XVII secolo quella di San Rocco, che ha poi dato il nome all'edificio.
La semplice facciata con tetto a spiovente ha un portale d'ingresso con architrave in peperino, nel quale è scolpita la data 1608. Nel quadro posto all'altare sono raffigurati San Rocco e San Martino, i patroni delle due confraternite che in seguito vennero sciolte.